# Thurrock FC
Thurrock FC är en fotbollsklubb från Grays, Essex, England. Den bildades i april 1985 under namnet Purfleet FC, 2003 bytte man till sitt nuvarande namn. Hemmamatcherna spelas på Ship Lane i Grays, och klubbens smeknamn är The Fleet.

## Historia
Efter bildandet 1985 gick Purfleet med i Essex Senior Football Leagues Reserv Division och spelade där en säsong innan man avancerade till Senior Division. 1988 vann man liga titeln och ansökte framgångsrikt om uppflyttning till Isthmian League, där placerades man i Division Two North.
1992 vann man Division Two North och bara två år senare flyttades man upp i Premier Division, där man kom att tillbringa de kommande 10 åren. 
2004 genomdrev The Football Association en omfattande omstrukturering av National League System (NLS) och skapade två nya regionala divisioner i Football Conference. Thurrock hamnade tillräckligt högt upp i Isthmian Leagues Premier Division (3:a) för att flyttas upp i den nystartade Conference South.

## Meriter
- Essex Senior Football League: 1988
- Essex Senior Football League Cup: 1988, 1989
- Isthmian League Division Two: 1992
- Isthmian League Cup: 2004
- Essex Senior Cup: 2004, 2005